# 巨卵马蹄吸虫
巨卵马蹄吸虫（学名：Maritrema majestova）为微茎科马蹄属的动物。在中国大陆，分布于广东省湛江市、广西壮族自治区北海市等地，营寄生生活，寄生在肠。